# Solarolo
Solarolo là một đô thị ở tỉnh Ravenna trong vùng Emilia-Romagna, tọa lạc khoảng 40 km về phía đông nam của Bologna và khoảng 30 km về phía tây của Ravenna. Tại thời điểm ngày 31 tháng 12 năm 2004, đô thị này có dân số 4.256 người và diện tích là 26,3 km².
Solarolo giáp các đô thị sau: Bagnara di Romagna, Castel Bolognese, Cotignola, Faenza, Imola.